# Bart Poelvoorde
Bart Poelvoorde (ur. 18 maja 1981 w Ostendzie) – belgijski wioślarz, reprezentant Belgii w wioślarskiej dwójce podwójnej podczas Letnich Igrzysk Olimpijskich w Pekinie.

## Osiągnięcia
- Mistrzostwa Europy – Poznań 2007 – jedynka – 6. miejsce[2].
- Igrzyska Olimpijskie – Pekin 2008 – dwójka podwójna – 8. miejsce[1][2].
- Mistrzostwa Świata – Poznań 2009 – dwójka podwójna – 10. miejsce[2].
- Mistrzostwa Europy – Brześć 2009 – czwórka podwójna – 5. miejsce[2].
- Mistrzostwa Europy – Montemor-o-Velho 2010 – czwórka podwójna – 13. miejsce[2].